# 奈良県立五條高等学校
奈良県立五條高等学校（ならけんりつ ごじょう こうとうがっこう、英: Nara Prefectural Gojo Senior High School）は、奈良県五條市岡町に所在する県立高等学校。略称および通称は五高（ごこう）。

## 概要
2024年（令和6年）度より、橿原市内の中学校との連携状況を踏まえ、奈良県教育委員会より「進学教育推進校」の指定を受け、連携強化を担う中核教員が配置されている。
また、同じく2024度より、サッカー部と弁論部が、奈良県教育委員会より、部活動等に力を入れている学校を重点的に支援する「スポーツ・文化活動推進校」の指定を受け、それぞれの部活動に詳しい専門性の高い教員が顧問等として継続的に配置されている。

### スクール・ミッション
校訓である「質実」「剛健」「礼節」を身に付けた、地域・社会に貢献する自立した人材の育成

### 教育目標
1. 人権を尊重し、常に礼節を重んじ、節度ある行動と寛容の精神を身に付けた心豊かな人間を育成する。
2. 生徒の学ぶ過程や主体的な活動を重視し、変化する社会に対応しうる生涯学習の基礎を培う。
3. 命を大切にし、健康、安全についての科学的知識を深めるとともに、健康の保持増進に努めるたくましい心身をもつ生徒を育成する[5]。

### 教育方針
憲法、教育基本法の精神に則り、奈良県教育委員会の『学校教育の指導方針』を踏まえ、時代の変化に主体的に対応できる、民主的国家及び社会の形成者として、調和のとれた人間の育成を目指して推進する。

#### アドミッション・ポリシー
以下のような生徒を積極的に受け入れる。
1. 本校の使命や教育方針を理解している生徒
2. より発展的な学びを目指し、様々な学びに積極的に取り組む意欲のある生徒
3. 資格取得に向けて意欲的に取り組む生徒
4. 主体的に考えて行動でき、地域貢献への意欲のある生徒[1]。

#### カリキュラム・ポリシー
「確かな学力、豊かな人間性、たくましい心身（知・徳・体）を備えた生徒」の育成を中核に据え、「夢や希望の実現に向け、様々な課題に積極的に挑戦する生徒」「自他を尊び、地域・社会に貢献する自立した生徒」の育成を目指し、その実現のために以下の教育を行う。
1. 生徒一人一人の自己実現に繋がるよう、基礎学力の定着に重視しながら興味・関心に応じた科目選択ができるカリキュラムを編成する。
2. 学科やコース、類型の枠を越えて、思考力・判断力・表現力の育成を重視した学校設定科目を開設し、主体的、探究的に学び考える力を培う。
3. 教育活動全般を通じて、温もりのあるコミュニケーション能力を育成する。
4. コミュニティ・スクールの趣旨を踏まえ、地域の小・中学校等との連携やボランティア活動などを積極的に図り、地域や社会に貢献する精神を涵養する。
5. 海外姉妹校との連携等により、自己理解と異文化理解等を充実させ、グローバルな視点で物事を判断する力を育成する。
6. 生徒一人一人の興味・関心に応じた講座を開講し、資格取得などを目指す「本人のための教育」を推進する[1]。

#### グラデュエーション・ポリシー
卒業までに、以下の資質・能力の育成を目指す。
1. 豊かな人間性を基盤に、社会に貢献しようとすることができる。
2. 自他敬愛の精神とともに、自らの地域の歴史や文化に対する強い誇りと愛着をもっている。
3. コミュニケーション力を大切にし、仲間と協働しながら主体的に課題を解決できる。
4. 卒業後も文武両道に努め、自ら学び続けることができる[1]。

#### 校訓
校訓は、「質実」「剛健」「礼節」である。

## 沿革

### 略歴
1896年（明治29年）に奈良県尋常中学校（奈良県立郡山高等学校の前身、旧制中学校）の分校として開校。1899年に独立し、1948年（昭和23年）4月の学制改革により、新制高等学校となった。同年9月には高等女学校を前身とする奈良県立宇智高等学校と統合され、男女共学を開始した。奈良県内の公立高等学校としては、旧制中学校時代も含めると、奈良県立郡山高等学校に次いで、2番目に歴史が長い古い高等学校といえる。

### 年表
五條分校・奈良県五條中学校・五條中学校・五條高等学校（男子校）
- 1896年（明治29年）
  - 4月 - 奈良県尋常中学校五條分校として、五條町垣内229番地に仮校舎を設置して開校。当初は教員5名、生徒94名が在籍。
  - 5月 - 五條町須恵に新校舎が完成。
- 1899年
  - 4月 - 中学校令の改正により、奈良県郡山中学校五條分校と改称。
  - 7月 - 五條分校を改めて、奈良県五條中学校と改称、独立。
- 1900年2月 - 校舎を焼失。
- 1901年
  - 3月 - 第1回卒業式を挙行。24名が卒業。
  - 5月 - 寄宿舎が完成。
  - 6月 - 奈良県立五條中学校と改称。
  - 9月 - 新校舎が完成。
- 1921年（大正10年）10月 - 同窓会「金陽会」が発足。
- 1925年12月 - 校訓「五中精神」を制定。
- 1936年（昭和11年）11月 - 創立40周年を記念し、同窓会館が完成。
- 1941年5月 - 食糧増産特設農場の経営を開始。
- 1944年7月 - 勤労動員が始まる。
- 1945年
  - 3月 - 教育ニ関スル戦時非常措置方策により、修業年限4年施行の前倒しが決定され、5年生と4年生の合同卒業式を挙行[注釈 1]。
  - 4月 - 学校での授業が停止される。ただし勤労動員は継続される。
  - 8月 - 終戦。
  - 9月 - 授業を再開。
- 1947年4月1日 - 生徒募集を停止。
- 1948年4月1日 - 学制改革（「奈良県新制高等学校設置要項」（暫定案））により、奈良県立五條中学校を新制高等学校奈良県立五條高等学校（男子校）に転換。

#### 五條高等学校
- 1948年（昭和23年）9月1日 - 学区制の施行（「奈良県公立新制高校実施要項」）により、奈良県立五條高等学校（男子校）と奈良県立宇智高等学校（女子校）が統合され、通常制普通課程および商業課程を設置した男女共学の奈良県立五條高等学校（総合制）に改編。
- 1950年
  - 4月 - プールが完成。
  - 5月 - 夜間定時制商業科を設置。賀名生村の賀名生中学校に併設する形で賀名生分校（昼間定時制農業科・家庭科）を設置。
- 1956年
  - 2月 - 創立60周年を記念して本館が完成。
  - 4月 - 女子科（家庭科）を設置。
- 1959年9月26日 - 伊勢湾台風により校地の一部に被害を受ける。授業を中止し救援活動にあたる。
- 1962年- 講堂兼体育館が完成。
- 1968年3月31日 - 女子科（家庭科）の募集を停止。定時制課程の商業科を廃止し、普通科を設置。
- 1972年3月 - 管理棟と寄宿舎女子棟が完成。
- 1973年2月 - 寄宿舎男子棟が完成。
- 1979年3月 - 北校舎を改築。
- 1990年（平成2年）4月 - この年の入学生から制服を改定。
- 1992年9月 - 現在地に新校舎が完成し、旧・岡口校舎から移転を完了。 （旧校舎跡地は令和3年に新市役所が移転）
- 1995年2月 - 商業科で分割選抜を開始。
- 1993年- ガートン・グラマー・スクールと姉妹校を締結。
- 1996年11月 - 創立100周年を記念し、金陽会館（同窓会館）が完成。
- 2001年9月 - 寄宿舎男子棟の耐震工事と改築を実施。
- 2003年9月 - 寄宿舎女子棟の耐震工事を実施。
- 2004年9月 - 寄宿舎女子棟の大規模改造を実施。
- 2007年3月1日 - スクールバスの運行を開始。奈良県内の公立高校では初めて、そして全国でも2例目[6]。
- 2021年（令和3年）3月31日 - 賀名生分校を五條市立西吉野農業高等学校として独立校となる。
- 2022年3月 - 定時制課程閉課程[7]。

宇智郡女子手芸学校・五條実業学校・五條実科高等女学校・五條高等女学校・宇智高等学校
- 1903年（明治36年）4月 - 奈良県宇智郡五條町外八ヶ村組合立宇智郡女子手芸学校が開設。教員5名。生徒定員を150名とする。
- 1906年6月 - 奈良県宇智郡五條町外八ヶ村組合立五條実業学校と改称。農科木工科を設置し、男子生徒も収容。
- 1907年4月 - 組合を解消し五條町立五條実業学校と改称。農科を廃止。
- 1913年（大正2年）4月 - 五條町立五條実科高等女学校と改称。
- 1916年4月 - 五條町立五條高等女学校と改称。
- 1917年6月 - 保育参考館を設置。
- 1920年4月 - 移管により、宇智郡立五條高等女学校と改称。
- 1923年4月 - 移管により、奈良県立五條高等女学校と改称。
- 1924年6月 - 新校舎が完成。
- 1929年（昭和4年）12月 - 雨天体操場（体育館）が完成。
- 1933年10月 - 校旗を制定。
- 1934年6月 - 生徒図書閲覧室を新設。
- 1935年
  - 4月 - 専攻科を開設。
  - 12月 - 寄宿舎を改築し、「藤花寮」と命名。
- 1947年4月1日 - 生徒募集を停止。
- 1948年4月1日 - 学制改革（「奈良県新制高等学校設置要項」（暫定案））により、奈良県立五條高等女学校を奈良県立宇智高等学校（女子校）に転換。

賀名生分校

## 基礎データ

### 所在地
- 奈良県五條市岡町1428番地

### アクセス
- 奈良交通「五條高校」停留所より東へ約240m（徒歩約4分）
- JR和歌山線「五条駅」より北へ約1.8km（徒歩約25分）

#### スクールバス
2007年3月より、近鉄吉野線「福神駅」との間でスクールバスの運行を開始。公立高校での運行は、県内では初、全国でも2例目である。

### 象徴

#### 校章
金剛山と吉野川を図案化して組み合わせたものを背景にして、中央に「高」の文字を配している。制定当時の美術科教諭、花野五壌によって制作された。 

#### 校歌
作詞は西尾芳喬、作曲は信時潔による。歌詞は2番まであり、校名は登場しない。 

#### 制服
冬服
- 指定の紺色ブレザー型上着（2つボタンシングル）
- 指定のグレー・ズボンまたはチェック柄スカート
- 指定の白無地長袖カッターシャツまたはブラウス
- 指定のネクタイまたはリボン。学年によって色が異なる。

夏服
- 指定のグレー・ズボンまたはチェック柄スカート
- 指定の白無地半袖カッターシャツまたはオーバーブラウス。

## 設置する課程、学科及び定員
- 全日制課程
  - 普通科 - 720名（募集人員240名；一般選抜）
    - まなびの森コース - 80名（募集人員40名；特色選抜；2024年度募集停止）

商業に関する学科
- - 商業科 - 120名（募集人員40名；特色選抜）

## 学校行事
- 創立記念日は11月1日。

1学期
- 4月 - 離任式・始業式、着任式、入学式、対面式、生徒総会、単車実技講習会
  - 生徒総会

かつては「生徒自治」の名の下、体育館のシャッターを閉めて教員を一切排除し、生徒のみで総会を行っていたが、現在では教員も参加している。生徒会がオープニングやエンディングなどに趣向を凝らし、一種のレクリエーションイベント的な色彩も強い。
- 5月 - 遠足、中間考査、学校別進路相談会（専門学校編）、育友会総会、球技大会
- 6月 - 生活安全講話
- 7月 - 期末考査、学校別進路相談会（大学・短期大学編）、三者懇談、終業式、前期進路講習
- 8月 - 中学生の高校見学会（商業科）、夏期学習会、後期進路講習

2学期
- 9月 - 始業式、教育実習、文化祭、体育大会、オープンキャンパス
- 10月 - 中間考査
- 11月 - カルチャー講座、中学校招待英語暗唱大会、2年進路講演会
- 12月 - 修学旅行、期末考査、パワーアップフォーラム、三者懇談、終業式
  - パワーアップフォーラム - 大学教員による出前授業

3学期
- 1月 - 始業式、生徒会リーダー研修会、1年新春かるた大会、初釜
  - 初釜 - 茶道の稽古始めにあたる日

- 2月 - 耐寒金剛登山、特色選抜入試、同窓会入会式・表彰
  - 耐寒金剛登山

奈良県と大阪府の県境にそびえる金剛山に登山する行事。山頂付近は雪が残るので、アイゼンを着用して登山する。下山後は、父母達が豚汁やコロッケを振舞う。
- 3月 - 学年末考査、卒業式、オーストラリア短期派遣留学、一般選抜入試、終業式、2年春期学習会

## 部活動
水泳部は男子はインターハイ総合優勝1回。女子は1950年代の10連覇を含む、14回のインターハイ総合優勝経験がある。

### 部局
- 解放研部
- 放送部
- 新聞部

### 運動部
- 剣道部
- 柔道部
- 弓道部
- 水泳部
- 陸上競技部
- 卓球部
- ソフトテニス部
- サッカー部
- バスケットボール部
- バレーボール部
- 野球部
- ゴルフ部

### 文化部
- 茶道部
- 華道部
- 書道部
- 文芸部
- 美術部
- 生物部
- 科学部
- ESS部
- コーラス部
- 吹奏楽部
- 軽音楽部
- ビジネス部
- 食物部
- 漫画研究部
- 写真部
- 演劇部

## 高校関係者と組織

### 高校関係者組織
- 奈良県立五條高等学校学校運営協議会 - 保護者、地域住民、校長、関係行政機関の職員の中から委嘱された委員による機関。学校運営及び当該運営への必要な支援に関して協議する。
- 奈良県立五條高等学校 金陽会（きんようかい） - 前身学校を含む卒業生による同窓会組織。1992年5月24日の総会で、五條高等学校同窓会の名称を「金陽会」と改名の決議がなされ、現在に至る[9]。
- 奈良県立五條高等学校育友会 - 生徒保護者による保護者会組織で、会員は入会金及び年会費を納入する。毎年11月に、学校・育友会・同窓会の代表者が集まり「三者懇談会」を開催する。
- 奈良県高等学校PTA協議会 - 奈良県立教育研究所内に事務局を置くPTA協議会。奈良県立五條高等学校育友会の会員をもって会員とし、会員は単位PTA分担金として会費を納入する。

## 対外関係

### 海外姉妹校
- ガートン・グラマー・スクール（英語版） - 1993年、姉妹校提携締結。毎年3月に、オーストラリア・ビクトリア州ベンディゴ市に所在する同校へ、短期派遣留学を行う。